# Marian Żychowski

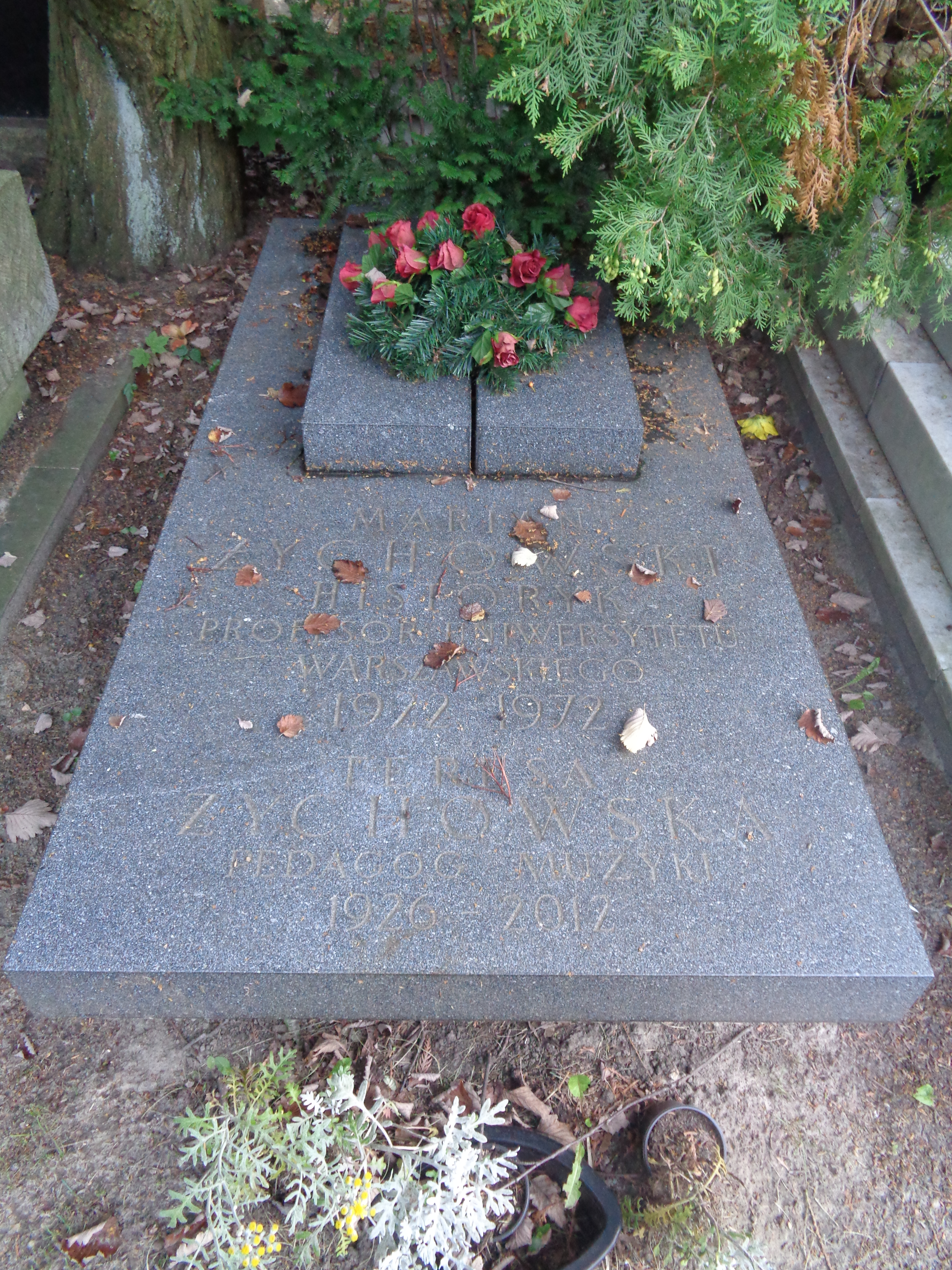
Grób Mariana Żychowskiego na cmentarzu Wojskowym na Powązkach w Warszawie

Marian Żychowski (ur. 4 września 1922, zm. 31 października 1972) – polski historyk dziejów XIX wieku. 

## Życiorys
W okresie okupacji niemieckiej pracował jako robotnik. Następnie studiował etnologię i socjologię na Uniwersytecie Warszawskim. 
Pracował jako cenzor w Wojewódzkim Urzędzie Kontroli Prasy, Publikacji i Widowisk w Krakowie. Od 1950 aspirant i pracownik Instytutu Kształcenia Kadr Naukowych. Kandydat nauk historycznych w 1954 (promotor: Żanna Kormanowa). Docent od 1956, profesor nadzwyczajny 1962, profesor zwyczajny 1969. Od 1953 zatrudniony w Szkole Partyjnej przy KC PZPR, następnie pracownik w Wyższej Szkoły Nauk Społecznych przy KC PZPR. Był m.in. kierownikiem Katedry Historii Polski i Polskiego Ruchu Robotniczego, kierownikiem Zakładu Religioznawstwa i Polityki Wyznaniowej oraz dziekanem Wydziału Historyczno-Socjologicznego WSNS. Od 1947 członek PPR, a następnie PZPR.
W 1962 został mianowany profesorem i kierował Studium Nauk Politycznych Uniwersytetu Warszawskiego. Był organizatorem i pierwszym dyrektorem Instytutu Nauk Politycznych Uniwersytetu Warszawskiego.
Został pochowany na cmentarzu Wojskowym na Powązkach w Warszawie (kwatera A33-1-4).